# Suzeren
Suzeren (fr. suzerain) – w ustroju lennym był to senior, który nie był niczyim wasalem. Najczęściej suzerenem był monarcha (ale nie każdy).
Nazwa suzeren została utworzona przez analogię do suweren (fr. souverain, najwyższy i ang. sovereign, suwerenny) przez dodanie przedrostka sus (fr. nad).